# Jefferson Gómez
Jeferson José Gómez Genes (Barranquilla, 22 giugno 1996) è un ex calciatore colombiano, di ruolo difensore.

## Carriera
Ha giocato nella massima serie del campionato colombiano.